# Altes Rathaus (Linz)

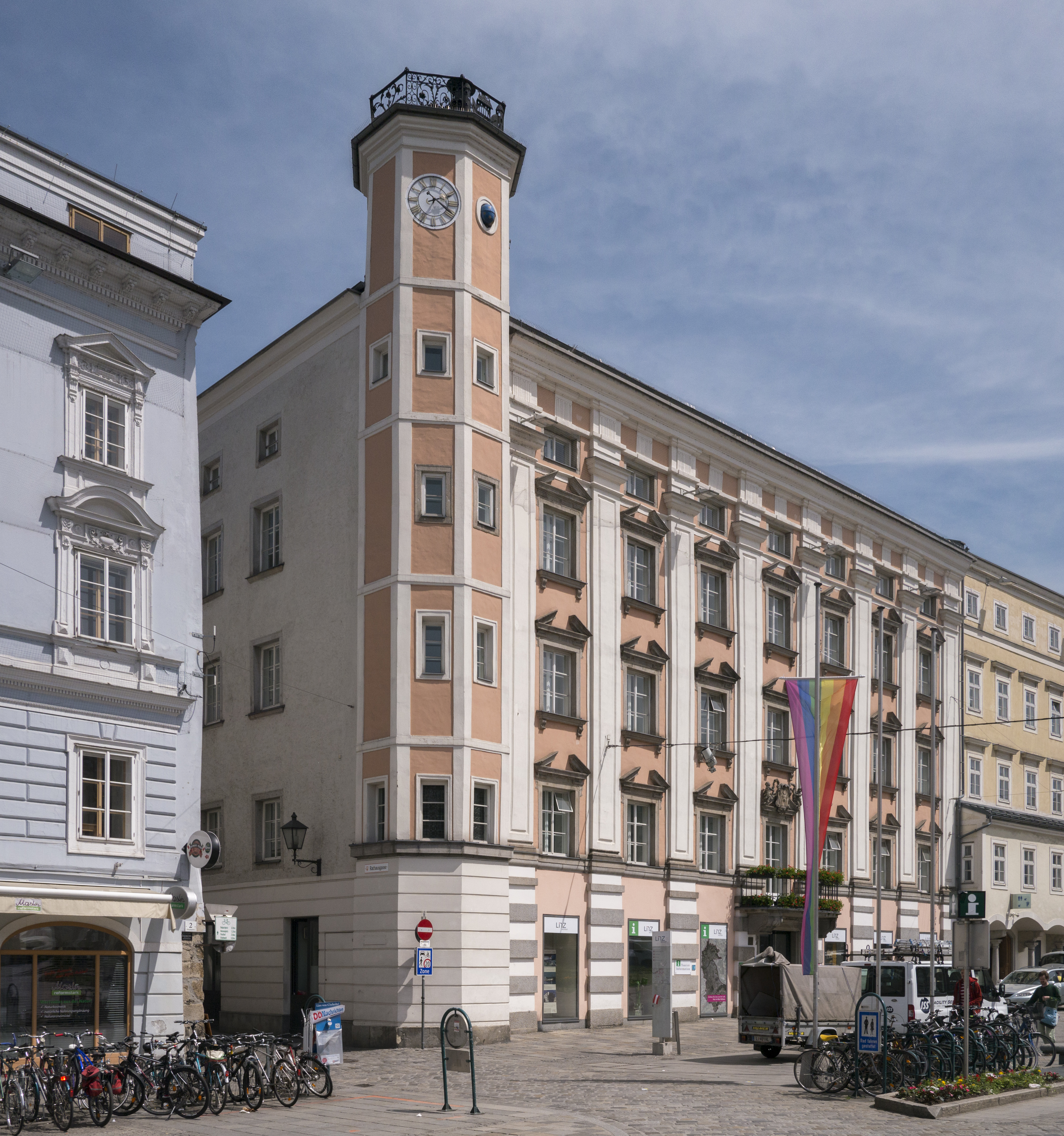
Altes Rathaus am Hauptplatz

Das Alte Rathaus ist eine der Sehenswürdigkeiten der oberösterreichischen Landeshauptstadt Linz. Es liegt an der Ostseite des Hauptplatzes und gab dem östlich des Platzes liegenden Viertel den Namen Rathausviertel. Das Gebäude besitzt wie viele der Gebäude im Linzer Rathausviertel und Altstadtviertel einen Arkadenhof.

## Geschichte
Das Gebäude in seiner heutigen Form wurde nach dem Stadtbrand von 1509 von Meister Christoph geplant. Von diesem Gebäude sind heute der charakteristische achteckige Rathausturm sowie einige gewölbte Räume im Inneren des Rathauses erhalten geblieben. 1658/1659 wurde das Gebäude erweitert und erhielt die heutige, barocke Fassade.
Während des Anschlusses Österreichs an das nationalsozialistische Deutschland verkündete Adolf Hitler, der in der Stadt seiner Jugend von der Bevölkerung unter Jubel begrüßt wurde, in seiner ersten Rede als deutscher Reichskanzler auf österreichischem Boden den Vollzug des so genannten Anschlusses. 

## Rathausbalkon

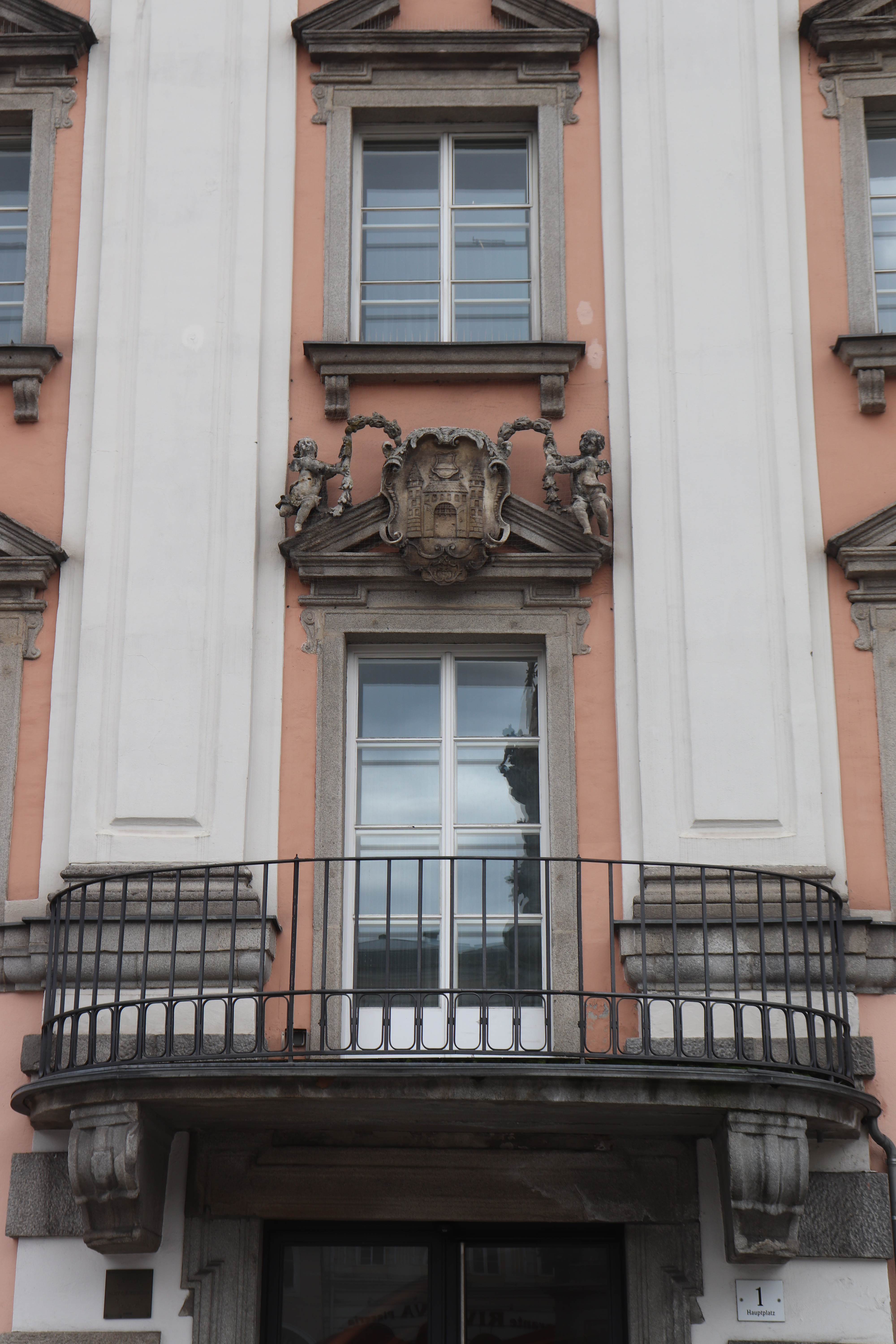
Rathausbalkon

Der relativ kleine Rathausbalkon wurde im Jahr 1778 über dem Haupteingang des Gebäudes errichtet.
In der Folge verkündete die Obrigkeit vom Balkon herab dem versammelten Volk Ratsbeschlüsse, Verordnungen und Gerichtsurteile. 1782 erteilte Papst Pius VI. auf seiner Österreichreise der Menschenmenge vom Balkon herab seinen Segen.
Am 1. November 1918 hielten Vertreter der großen politischen Lager (Deutschnationale, Sozialdemokraten und Christlichsoziale) bei einer gemeinsamen Kundgebung ihre Ansprachen vom Rathausbalkon herab. Hitlers Rede am 12. März 1938 wurde bereits erwähnt.
Nach dem Zweiten Weltkrieg nützten Redner von SPÖ und KPÖ den Balkon bei  Feiern zum 1. Mai. Anlässlich der Feierlichkeiten zum Internationalen Frauentag im Jahr 1951 benutzten die Organisatorinnen der Veranstaltung ebenfalls den Linzer Rathausbalkon. Die Bürgermeister bzw. ihre Vertreter zeigten sich gelegentlich mit prominenten Besuchern der Öffentlichkeit, etwa mit dem Kosmonauten Juri Gagarin (1962) oder der Olympiasiegerin Elisabeth Max-Theurer (1980).
Die Tatsache, dass Adolf Hitler am 12. März 1938 den Anschluss Österreichs vom Rathausbalkon aus verkündete und dabei von einer großen Menschenmenge bejubelt wurde, führte in der Folgezeit zu Diskussionen um die Nutzung des Balkon. Seit 1988, dem Beginn der Amtszeit von Bürgermeister Franz Dobusch, wird der Rathausbalkon nicht mehr für öffentliche Veranstaltungen genutzt.
Im Jahr 2025 kam eine Historikerkommission zum Linzer Rathausbalkon zum Ergebnis, dass die seit Jahrzehnten „praktizierte Nicht-Nutzung“ des Balkons einem adäquaten Umgang mit diesem Objekt entspricht.

## Heutige Nutzung
Heute ist das Alte Rathaus der Sitz des Bürgermeisters und des Gemeinderates. Von 1993 bis 1997 wurde das Gebäude sorgfältig restauriert. Dabei wurden auch gotische Handwerksarbeiten und eine Biedermeiermalerei aus dem Jahr 1820 entdeckt. Außerdem befinden sich die Tourist Information und das Linzer Museum für Geschichte der Zahnheilkunde im Alten Rathaus.